# Sak Tzevul
Sak Tzevul (relámpago, en idioma tsotsil) es un grupo de rock, procedente de Chiapas, México. Son pioneros en el rock cantado en lenguas indígenas de México, en este caso, el tsotsil de Zinacantán. actualmente el grupo es considerado un grupo de culto.

## Historia
Sak Tzevul se formó en 1996 por los hermanos Martínez, originarios de Zinacantán e hijos del marimbista Francisco Martínez. Damián Martínez, guitarrista y compositor de la banda, inició la exploración de composiciones en tsotsil años antes, teniendo como fin diversificar le arte en su lengua materna. Sus primeras composiciones tuvieron buena recepción entre la gente de su propia ciudad y posteriormente en la región, en su mayoría jóvenes. En el 2000 se presentaron por primera vez en la Ciudad de México, en el Museo Universitario del Chopo, como parte de un ciclo de nuevas manifestaciones musicales indígenas.
Se han presentado en distintos escenarios de México como el festival Vive Latino (2014), el Internacional Cervantino (2012) o el Fórum de las Culturas de Monterrey; también lo hicieron en el Lincoln Center de Nueva York y en la sede de las Naciones Unidas en esa ciudad, Rusia y Japón.

## Miembros
- Damián Guadalupe Martínez Martínez - guitarra y voz
- Enrique Román Martínez Martínez - batería
- Francisco Del Carmen Martínez Martínez - Bajo eléctrico y marimbol

## Discografía

### Álbumes
- 2001 "K'evujel ta Jtek'lum" (canto en mi pueblo)
- 2006: Muk'ta Sotz'"(gran murciélago)
- 2009: Xch'ulel Balamil  (espíritu de la tierra) en coproducción con el National Museum of Mexican Art
- 2012: "Selva Soñadora" (poemas rockfonicos)
- 2019: "Homenaje"